# Eberhard Friedrich Fabian von Massenbach
Freiherr Eberhard Friedrich Fabian von Massenbach (* 3. Mai 1753 auf Bladiau; † 3. Juni 1819 auf Schrengen) war ein preußischer General der Kavallerie und Gouverneur von Danzig.

## Leben

### Herkunft
Seine Eltern waren Friedrich Fabian von Massenbach (1723–1790) und dessen Ehefrau Helene Charlotte (1731–1793), geborene von Auer aus dem Hause Lüdtkenfürst. Sein Vater war Rittmeister im Kürassierregiment Nr. 9, Herr auf Stuthenen, preußischer Landrat des Kreises Brandenburg und Landesdirektor.

### Militärkarriere
Massenbach kam im April 1766 als Junker zu den Bayreuth-Dragonern, wurde dort am 3. Dezember 1767 Fähnrich sowie am 3. Juli 1771 Sekondeleutnant. 1778/79 nahm Massenbach am Bayerischen Erbfolgekrieg teil und wurde nach dem Krieg am 30. April 1783 Premierleutnant. Am 8. April 1788 wurde er zum Stabskapitän und am 21. Juni 1790 zum Major sowie am 7. September 1793 zum Eskadronchef ernannt. Im Feldzug in Polen kämpfte er 1794/95 in den Gefechten bei Gabnicki und Plansk. Am 17. Juli 1798 stieg er zum Oberstleutnant auf und am 31. Mai 1800 wurde er Oberst. Am 15. Dezember 1801 wurde Massenbach als Kommandeur in das neu errichtete Dragonerregiment „von Rouquette“ versetzt. Bei einer Parade am 21. Juni 1802 in Memel zeichnete ihn König Friedrich Wilhelm III. mit dem Orden Pour le Mérite aus.
Im Vierten Koalitionskrieg kämpfte Massenbach bei der vergeblichen Verteidigung von Danzig. Seine Leistungen waren aber so überzeugend, dass er am 8. April 1807 das Gehalt eines Brigadiers erhielt und am 19. Juni 1807 zum Generalmajor befördert wurde. Im Rahmen der Neuordnung der Armee nach dem verlorenen Krieg erhielt Massenbach am 25. November 1807 den Befehl, aus Teilen des Kürassierregiments „von Wagenfeld“ und des Dragonerregiments „von Rouquette“ das Ostpreußische Kürassier-Regiment zu formieren. Dafür wurde er am 7. Dezember 1808 zum Brigadier der Westpreußischen Kavallerie ernannt. Das brachte Massenbach ein Gehalt von 3000 Talern und dazu 1200 Tafelgeld mit eindrittel Abzug und acht Rationen. Am 21. März 1811 wurde er dann als Brigadier zur Ostpreußischen Kavallerie nach Königsberg versetzt. Für seine Leistung wurde er am 24. März 1812 zum Generalleutnant mit Patent vom 26. März 1812 befördert. Zudem wurde er Befehlshaber der Kavallerie der Armee von Marschall Macdonald. Im Jahr 1812 nahm er an den Kämpfen in Kurland teil. Für das Gefecht bei Eckau erhielt er am 4. September 1812 das Kreuz der Ehrenlegion. Am 30. Dezember 1812 kapitulierte Generalleutnant Johann David von Yorck und schloss sich mit der Konvention von Tauroggen den Russen an. Er schickte Massenbach eine Mitteilung, sich mit seinen sechs Bataillonen, zehn Eskadronen und zwei Batterien sich anzuschließen, aber Massenbach stand unter dem unmittelbaren Befehl des Marschall Macdonald in Tilsit. Macdonald hatte keine Informationen über den Verbleib von Yorck und auch Massenbach gelang es unauffällig bei Nacht mit seiner kompletten Truppen sich Yorck anzuschließen. Damit hatte sich die Armee Macdonalds halbiert. Vom preußischen König erhielt er für die Gefechten vom 26. September bis 1. Oktober 1812 den Roten Adlerorden III. Klasse.
Kurz vor den Befreiungskriegen wurde Massenbach am 28. Februar 1813 zum Militärgouverneur des Gebietes zwischen Weichsel und russischer Grenze ernannt. Dafür erhielt er nun ein Gehalt von 4000 Talern sowie eine Zulage von 2000 Talern. Bereits am 8. Juni 1813 wurde er seines Postens enthoben und bekam nur noch ein Gnadengehalt von 1200 Talern. Vom König erhielt Massenbach ein Geschenk von 1000 Talern sowie am 21. August 1813 den Roten Adlerorden I. Klasse. Am 17. Dezember 1813 wurde er Gouverneur des befreiten Danzig. Nach den Kriegen erhielt er am 31. Mai 1815 das Eiserne Kreuz II. Klasse und am 3. Oktober 1815 seinen endgültigen Abschied mit dem Charakter eines Generals der Kavallerie und 2000 Talern Pension. Er starb am 3. Juni 1819 auf Schrengen, Kreis Rastenburg.
Massenbach war Mitglied der Freimaurerloge Zu den drei Kronen in Königsberg.

### Familie
Massenbach heiratete am 8. August 1776 in Königsberg Esther Eleonore Johanna von Toll (* 4. Dezember 1757; † 28. März 1796). Sie war die Tochter des russischen Oberst August von Toll. Aus der Ehe gingen folgende Kinder hervor:
- Charlotte Amalie Pauline (* 1778) ⚭ 11. August 1797 Ferdinand von Radecker, Herr auf Eichmedien
- Karoline Amaie (* 17. April 1780) ⚭ 11. August 1797 Alexander Georg Freiherr von Koschkull, Major im 2. Infanterie-Regiment
- Karoline Polyxene Johanna (* 17. November 1781)
- Ludwig Alexander (* 20. Januar 1783; † 18. Januar 1867)[7] ⚭ Friederike Küchmeister von Sternberg (* 18. Juli 1788; † 16. Oktober 1846)
- Friedrich Fabian Leopold (* 5. November 1784; † 12. November 1784)
- Ottilie Amalie Charlotte (* 5. November 1784; † 12. Mai 1832)

⚭ Karl Ludwig von Knobloch, Oberfinanzrat
⚭ Carl von Fabeck (1788–1870), preußischer Generalleutnant
- Heinrich Ferdinand (* 1. Oktober 1786)
- Johann Friedrich Gustav (* 5. März 1789; † 29. September 1812) ⚭ Viktoria von Treskow, Tochter von Alexander von Treskow
- Charlotte Matilde (* 26. Juli 1791)
- Wilhelm Leopold (* 20. November 1793; † 31. Oktober 1813)
- Esther Pauline (* 20. Dezember 1795) ⚭ N.N. Klewer

Nach dem Tod seiner ersten Frau heiratete Massenbach am 19. Juli 1798 in Neustrelitz Amalie von Schorlemer (* 7. April 1764; † 26. Dezember 1713), Witwe des Ernst Alexander von Platten († 1794).